# یواس‌اس کوری (دی‌دی-۳۳۴)
یواس‌اس کوری (دی‌دی-۳۳۴) (به انگلیسی: USS Corry (DD-334)) یک کشتی بود که طول آن ۹۵٫۸۱ متر (۳۱۴٫۳ فوت) بود. این کشتی در سال ۱۹۲۱ ساخته شد.